# Rolf Bathe
Rolf Bathe (* 10. Dezember 1898 in Berlin; † 3. Februar 1944 in der Sowjetunion) war ein deutscher Schriftsteller, Journalist, Rundfunksprecher und Hörspielautor in der Zeit des Nationalsozialismus.

## Leben und Werk
Der Kaufmannssohn diente im Ersten Weltkrieg als Stoßtruppoffizier, bei Kriegsende hatte er den Rang eines Oberleutnants. Anschließend studierte Bathe an der Friedrich-Wilhelms-Universität Berlin Nationalökonomie wurde 1922 mit der Arbeit Rigas Kampf um seine handelspolitische Machtstellung im 19. und 20. Jahrhundert zum Dr. der Staatswissenschaft promoviert. Danach wirkte er zunächst bei religiös-sozialistischen und sozialdemokratischen Zeitschriften und Zeitungen vornehmlich als Wirtschaftsredakteur mit, so z. B. bei den Neuen Blättern für den Sozialismus, beim Blick in die Zeit oder bei Vorwärts. Herausgeber von Barthes erstem Buch Der Zusammenbruch über die Dolchstoßlegende war noch die Berliner SPD.
Ab etwa Mitte der 1930er Jahre wirkte der in Rehbrücke bei Potsdam lebende Bathe dann aber vor allem als Schriftsteller von NS-propagandistischer Kriegsliteratur. Seine Bücher erfreuten sich großer Beliebtheit und erschienen in mehreren Auflagen. Als Journalist verfasste er Artikel(-reihen) u. a. für die Zeitschriften Die Woche, Die Wehrmacht oder die Deutsche Rundschau. Neben seiner schriftstellerischen Tätigkeit war er auch im Hörfunk tätig. Bathe verfasste Hörspiele und verlas und kommentierte während des Polen-Feldzugs täglich als Angehöriger der Wehrmacht im Offiziersrang offiziell im Auftrag des Reichsministeriums für Volksaufklärung und Propaganda im Großdeutschen Rundfunk als erster Sprecher den Wehrmachtbericht, bevor er im Mai 1940 in dieser Funktion von Erich Murawski abgelöst wurde. Bathes Kommentare und Erläuterungen erschienen später als Buch mit dem Titel Der Feldzug der 18 Tage, von dem bereits ein Jahr nach dem Erscheinen 190.000 Exemplare gedruckt worden waren.
Spätestens 1942 meldete sich Bathe im Zweiten Weltkrieg freiwillig für den Kriegsdienst, im April und Mai dieses Jahres erhielt Joseph Goebbels Briefe von ihm, in denen Bathe die Lage bei der Kesselschlacht von Demjansk beschreibt. Bathe fiel 1944 als Major (andere Quellen wie Goebbels schreiben Oberstleutnant) und Kommandeur eines Füsilier-Bataillons im Infanterie-Regiment 376 an der Ostfront. Testamentarisch vermachte er die Hälfte der Einnahmen aus seinem Buch Der Kampf um den Balkan den Hinterbliebenen „ermordeter Volksdeutscher“. Der Betrag sollte vom Oberbürgermeister der Stadt Bromberg unter der Bezeichnung Dr. Rolf Bathe-Stiftung verwaltet und gemeinsam mit den NSDAP-Kreisbeauftragten für die Hinterbliebenen ausgezahlt werden.
Bathes Nachlass u. a. mit Kriegstagebüchern befindet sich im Bundesarchiv.

## Auszeichnungen (Auswahl)
- 1943: Deutsches Kreuz in Gold
- 1944: Ehrenblattspange des Heeres

## Schriften (Auswahl)
- Rigas Kampf um seine handelspolitische Machtstellung im 19. und 20. Jahrhundert. Diss., Friedrich-Wilhelms-Universität Berlin, 1922.[14]
- Der Zusammenbruch. So war der Krieg! So war sein Ende! Ein Wort gegen Dolchstoßlüge und Kriegshetzer. Freie Presse, Molkenbuhr & Co., Berlin um 1932, DNB 572148801.
- Frankreichs schwerste Stunde. Die Meuterei der Armee 1917. Eine historische Studie. Protte, Potsdam 1933, DNB 57214878X.
- Abrüstung, Aufrüstung und internationale Rüstungsindustrie. Tatsachen, Dokumente, Berichte. 2. Aufl., Ristow, Elsner, Foerster, Berlin und Leipzig 1934, DNB 578811472.
- Bis zum letzten Hauch ... (= Soldatische Studien. 1914–1918. Bd. 1). Protte, Potsdam 1936, DNB 572148704.
- Otto Plagenz (Hrsg.): Hohe Hausnummern an der Westfront. Die Feldzugsgeschichte der 234. Infanterie-Division (von Stumpff). Protte, Potsdam 1936, DNB 573691819.
- Der Feldzug der 18 Tage. Chronik des polnischen Dramas. Stalling, Oldenburg und Berlin 1939, DNB 572148712.
- Männer am Feind. Stalling, Oldenburg und Berlin 1939, DNB 572148755.
- Tannenberg. Der Einsatz des letzten Mannes (= Kleine Wehrmacht-Bücherei. Bd. 3). Verlag "Die Wehrmacht", Berlin 1939, DNB 578811499.
- Der Kampf um die Nordsee. Chronik des Luft- und Seekrieges im Winter 1939/40 und des norwegischen Feldzuges. Stalling, Oldenburg und Berlin 1941, DNB 572148739.
- Der Deutsche greift an. Die große Schlacht in Frankreich, Frühjahr 1918 (= Hillgers Deutsche Jugendbücherei. Bd. 655). Hillger, Berlin 1942, DNB 578811480.
- mit Erich Glodschey: Der Kampf um den Balkan. Chronik des jugoslawischen und griechischen Feldzugs. Stalling, Oldenburg und Berlin 1942, DNB 572148720.

## Hörspiele
- Waffentaten ostdeutscher Regimenter. Folge 1–3. 1939/1940.